# Juozas Budraitis
Juozas Budraitis (ur. 6 października 1940 w Liepynai) – litewski aktor filmowy, teatralny i telewizyjny. W swojej trwającej ponad pół wieku karierze wystąpił w około 120 filmach i serialach telewizyjnych.
Zadebiutował na dużym ekranie będąc na trzecim roku studiów prawniczych na Uniwersytecie Wileńskim. Zagrał jedną z głównych ról w Nikt nie chciał umierać (1965) Vytautasa Žalakevičiusa, filmie uznawanym za szczytowe osiągnięcie litewskiego kina XX w. 
Później wystąpił w takich obrazach, jak m.in. Uczucia (1968), Król Lear (1971), Jak zranione ptaki (1977), Centaury (1979), Życie jest piękne (1979), Fakt (1981), Bitwa o Moskwę (1985) czy Volkodav. Ostatni z rodu Szarych Psów (2006). Pojawił się również w epizodycznej roli w jednym z odcinków miniserialu Gambit królowej (2020).

## Odznaczenia
- Order „Za zasługi” III klasy (Ukraina, 1998)[3]